# Jean-Luc Marion
Jean-Luc Marion (Meudon, 3 luglio 1946) è un filosofo e storico della filosofia francese, docente presso l'università Paris IV: Paris-Sorbonne e l'University of Chicago.

## Orientamento filosofico
Marion è stato allievo dell'École Normale Supérieure di Parigi, si è poi confrontato con i filosofi più importanti del panorama francese contemporaneo come Paul Ricœur, Emmanuel Lévinas, Jacques Derrida, avviando un confronto originale con la fenomenologia di E. Husserl e l'ermeneutica e l'ontologia di M. Heidegger, in un contesto filosofico postmetafisico. È giunto ad elaborare un'originale «fenomenologia della donazione». L'autore ha inoltre studiato approfonditamente Cartesio (René Descartes), di cui è tra i più noti interpreti internazionali; si è inoltre occupato di storia della metafisica e di teologia, con particolare riferimento ai temi dell'essere, del dono e del rapporto tra ontologia e teologia.
Il 10 dicembre 2011 papa Benedetto XVI lo ha nominato membro del Pontificio Consiglio della Cultura.
Jean-Luc Marion fa parte del Comitato Scientifico della collana editoriale "Forme del possibile. Estetica, arte, letteratura" dell'editore Mimesis di Milano.
Nel 2020 è stato insignito da Papa Francesco del Premio Ratzinger. 

## Opere

### In italiano
- L'idolo e la distanza, Jaca Book, Milano 1979.
- Dio senza essere, Jaca Book, Milano 1984
- Il prisma metafisico di Descartes, Guerini & associati, Milano 1998.
- Il visibile e il rivelato, Jaca Book, Milano 2007.
- Il fenomeno erotico, Cantagalli, Siena 2007.
- Riduzione e Donazione, Marcianum Press, Venezia 2010.
- Questioni cartesiane sull'io e su Dio, Mondadori Education, 2010.
- Credere per vedere. Riflessione sulla razionalità della Rivelazione e l'irrazionalità di alcuni credenti, Lindau, Torino 2012.
- Da altrove, la rivelazione. Contributo a una storia critica e a un concetto fenomenico di rivelazione, Roma, InSchibboleth, 2022, ISBN 978-88-5529-290-0.
- Questioni cartesiane III. Descartes sotto la maschera, Roma, InSchibboleth 2024, ISBN 978-88-5529-423-2.
- Dato che. Saggio per una fenomenologia della donazione, Roma, InSchibboleth 2024, ISBN 978-88-5529-388-4.
- Dio in quanto Dio, con Jean-Luc Nancy, Roma, InSchibboleth 2025, ISBN 978-88-5529-387-7.

### In francese
- Sur l'ontologie grise de Descartes. Science cartésienne et savoir aristotélicien dans les Regulae, Librairie philosophique J. Vrin, Parigi 1975.
- L'idole et la distance. Cinq études, Grasset, Parigi 1977.
- Sur la théologie blanche de Descartes. Analogie, création des vérités éternelles, fondement, P.U.F, Parigi 1981.
- Dieu sans l'être, Fayard, Parigi 1982.
- Sur le prisme métaphysique de Descartes. Constitution et limites de l'onto-théo-logie cartésienne, P.U.F, Parigi 1986.
- Prolégomènes à la charité, Éditions de la Différence, Parigi 1986.
- Réduction et donation. Recherches sur Husserl, Heidegger et la phénoménologie, P.U.F., Parigi 1989.
- Questions cartésiennes I. Méthode et métaphysique, PUF, Parigi 1991.
- La croisée du visible, Éditions de la Différence, P.U.F., Parigi 1991
- Questions cartésiennes II. L'ego et Dieu, P.U.F., Parigi 1996.
- Etant donné. Essai d'une phénoménologie de la donation, P.U.F., Parigi 1997.
- De surcroît. Etudes sur les phénomènes saturés, P.U.F, Parigi 2001.
- Le phénomène érotique, Grasset, Parigi 2003.
- Le visible et le révélé, Cerf, Parigi 2005.
- Au lieu de soi, l'approche de saint Augustin, PUF, Parigi 2008